# تخمر صناعي
يشير مصطلح التخمر الصناعي (بالإنجليزية:  Industrial fermentation)‏ إلى الاستخدام المقصود لعملية التخمر بواسطة الكائنات الدقيقة كالبكتريا وال فطريات، بهدف تصنيع منتجاتٍ مفيدةٍ للبشرية. حيث تمثل المنتجات المخمرة تطبيقاتٍ عدةٍ ومنها تصنيع الغذاء وكذلك في مجال الصناعة العامة.

## تخمر الغذاء
(بالإنجليزية:  Fermentation (food))‏
يمكن تأريخ عمليات التخمر القديمة والتي منها على سبيل المثال صناعة الخبز، الخمر، الجبن، خثارة اللبن (بالإنجليزية:  curd)‏، الإدلي (بالإنجليزية:  Idli)‏، الدوسا (بالإنجليزية:  Dosa)‏، إلخ إلى الألفية الخامسة ق م. حيث كان قد تم تطويرها قبيل أن يكون للإنسان أية معرفةٍ بمشاركة مثل تلك الكائنات الدقيقة الميكروبية في عملية التخمر بعهدٍ طويلٍ من الزمن. هذا وتمثل عملية التخمر حافزاً اقتصادياً مؤثراً للدول شبه الصناعية، وذلك من خلال إرادتها لتصنيع الإيثانول الحيوي.

## الأدوية وصناعة التقانة الحيوية
توجد خمسة مجموعاتٍ رئيسيةٍ من التخمرات الهامة اقتصادياً:
1. الخلية الميكروبية أو الكتلة الحيوية كمنتجٍ، ومثال ذلك البروتين أحادي الخلية (بالإنجليزية:  Single cell protein)‏، خميرة بيكر (بالإنجليزية:  Baker's yeast)‏، الملبنة (بالإنجليزية:  Lactobacillus)‏، الإشريكية القولونية، إلخ.
2. الإنزيمات الميكروبية: الكاتالاز، الأميليز (بالإنجليزية:  Amylase)‏، البروتيز (بالإنجليزية:  protease)‏، البكتيناز (بالإنجليزية:  Pectinase)‏، إيزوميراز الجلوكوز (بالإنجليزية:  Glucose isomerase)‏، السيلولاز (بالإنجليزية:  Cellulase)‏، الهيمسيلاز (بالإنجليزية:  hemicellulase)‏، الليباز (بالإنجليزية:  lipase)‏، اللكتاز (بالإنجليزية:  Lactase)‏، الستربتوكيناز (بالإنجليزية:  Streptokinase)‏،...إلخ.
3. الآيضات الميكروبية:
  1. الآيضات الأولية –الإيثانول، حمض الليمون، حمض الجلوماتيك (بالإنجليزية:  glutamic acid)‏، الليسين، الفيتامينات، عديد السكاريد...إلخ.
  2. الآيضات الثانوية- كل تخمرات الأجسام المضادة.
4. المنتجات المؤتلفة: الإنسولين، لقاح الالتهاب الكبدي الوبائي ب (بالإنجليزية:  Hepatitis B vaccine)‏، الانترفيرون، عامل تحفيز المستعمرة المحببة (بالإنجليزية:  Granulocyte colony-stimulating factor)‏، الستربتوكيناز.
5. التحولات الحيوية: فينيل أسيتول الكربينول (بالإنجليزية:  phenyl acetyl carbinol)‏، تحول الستيرويد الحيوي (بالإنجليزية:  biotransformationsteroid)‏، إلخ.